# 32-й отдельный моторизованный понтонно-мостовой батальон
Не следует путать с 32-м понтонно-мостовым батальоном 32-й танковой дивизии
32-й отдельный моторизованный понтонно-мостовой батальон — воинская часть в вооружённых силах СССР во время Великой Отечественной войны.

## История
Сформирован в районе  Малой Вишеры путём переформирования  1241-го отдельного сапёрного батальона 3-й сапёрной бригады.
В составе действующей армии с 5 апреля 1942 по 15 сентября 1943 и с 9 октября 1943 по 8 июля 1944 года.
С момента формирования обеспечивает переправы через Волхов и подъездные пути к 52-й армии. В декабре 1942 года переброшен севернее, в распоряжение 54-й армии
В январе 1943 года наводит переправы близ станции Назия. В январе-феврале 1943 года обеспечивал коммуникации 2-й ударной армии, затем вновь возвращён в распоряжение 52-й армии и до сентября 1943 года действует в районе Новгорода (с лета 1943 года в составе 59-й армии). В сентябре 1943 года выведен в резерв и переброшен на Украину, где с октября 1943 года наводит переправы через Днепр в районе Черкасс. После взятия Черкасс наступает в направлении Смелы, Корсунь-Шевченковского. В апреле-мае 1944 года действует близ Звенигородки
На 1943 года батальоном командовал майор Белов, на 1944 год батальоном командовал майор Криворучко

## Подчинение
| Подчинение по месяцам | Подчинение по месяцам                                      | Подчинение по месяцам | Подчинение по месяцам | Подчинение по месяцам |
| Дата                  | Фронт (округ)                                              | Армия                 | Корпус (группа)       | Примечания            |
| --------------------- | ---------------------------------------------------------- | --------------------- | --------------------- | --------------------- |
| 1 мая 1942 года       | Ленинградский фронт (Группа войск Волховского направления) | -                     | -                     | -                     |
| 1 июня 1942 года      | Ленинградский фронт (Волховская группа войск)              | -                     | -                     | -                     |
| 1 июля 1942 года      | Волховский фронт                                           | -                     | -                     | -                     |
| 1 августа 1942 года   | Волховский фронт                                           | -                     | -                     | -                     |
| 1 сентября 1942 года  | Волховский фронт                                           | 52-я армия            | -                     | -                     |
| 1 октября 1942 года   | Волховский фронт                                           | 52-я армия            | -                     | -                     |
| 1 ноября 1942 года    | Волховский фронт                                           | 52-я армия            | -                     | -                     |
| 1 декабря 1942 года   | Волховский фронт                                           | 54-я армия            | -                     | -                     |
| 1 января 1943 года    | Волховский фронт                                           | -                     | -                     | -                     |
| 1 февраля 1943 года   | Волховский фронт                                           | 2-я ударная армия     | -                     | -                     |
| 1 марта 1943 года     | Волховский фронт                                           | 52-я армия            | -                     | -                     |
| 1 апреля 1943 года    | Волховский фронт                                           | 52-я армия            | -                     | -                     |
| 1 мая 1943 года       | Волховский фронт                                           | 52-я армия            | -                     | -                     |
| 1 июня 1943 года      | Волховский фронт                                           | 59-я армия            | -                     | -                     |
| 1 июля 1943 года      | Волховский фронт                                           | 59-я армия            | -                     | -                     |
| 1 августа 1943 года   | Волховский фронт                                           | 59-я армия            | -                     | -                     |
| 1 сентября 1943 года  | Волховский фронт                                           | 59-я армия            | -                     | -                     |
| 1 октября 1943 года   | Резерв Ставки ВГК                                          | -                     | -                     | -                     |
| 1 ноября 1943 года    | 2-й Украинский фронт                                       | -                     | -                     | -                     |
| 1 декабря 1943 года   | 2-й Украинский фронт                                       | -                     | -                     | -                     |
| 1 января 1944 года    | 2-й Украинский фронт                                       | 52-я армия            | -                     | -                     |
| 1 февраля 1944 года   | 2-й Украинский фронт                                       | -                     | -                     | -                     |
| 1 марта 1944 года     | 2-й Украинский фронт                                       | -                     | -                     | -                     |
| 1 апреля 1944 года    | 2-й Украинский фронт                                       | -                     | -                     | -                     |
| 1 мая 1944 года       | 2-й Украинский фронт                                       | -                     | -                     | -                     |
| 1 июня 1944 года      | 2-й Украинский фронт                                       | -                     | -                     | -                     |
| 1 июля 1944 года      | 2-й Украинский фронт                                       | -                     | -                     | -                     |